# Ca la Bernarda (Llardecans)
Ca la Bernarda és una obra barroca de Llardecans (Segrià) inclosa a l'Inventari del Patrimoni Arquitectònic de Catalunya.

## Descripció
Gran casal entre mitgeres, de planta baixa i dos pisos amb una façana de composició molt equilibrada i simètrica, que introduiex elements neoclàssics sobre les característiques de les grans cases d'aquí i de Maials. Està construïda amb carreus regulars de filada.